# Marksman
Marksman je samohybný protiletadlový systém vyvinutý britskou zbrojovkou Marconi Electronic Systems. Skládá se z dělové věže vyzbrojené dvěma 35mm kanóny Oerlikon a vybavené radarem Marconi Series 400, kterou lze umístit na různé typy podvozků či stacionární stanoviště. Jediným uživatelem systému je Finsko.

## Vývoj

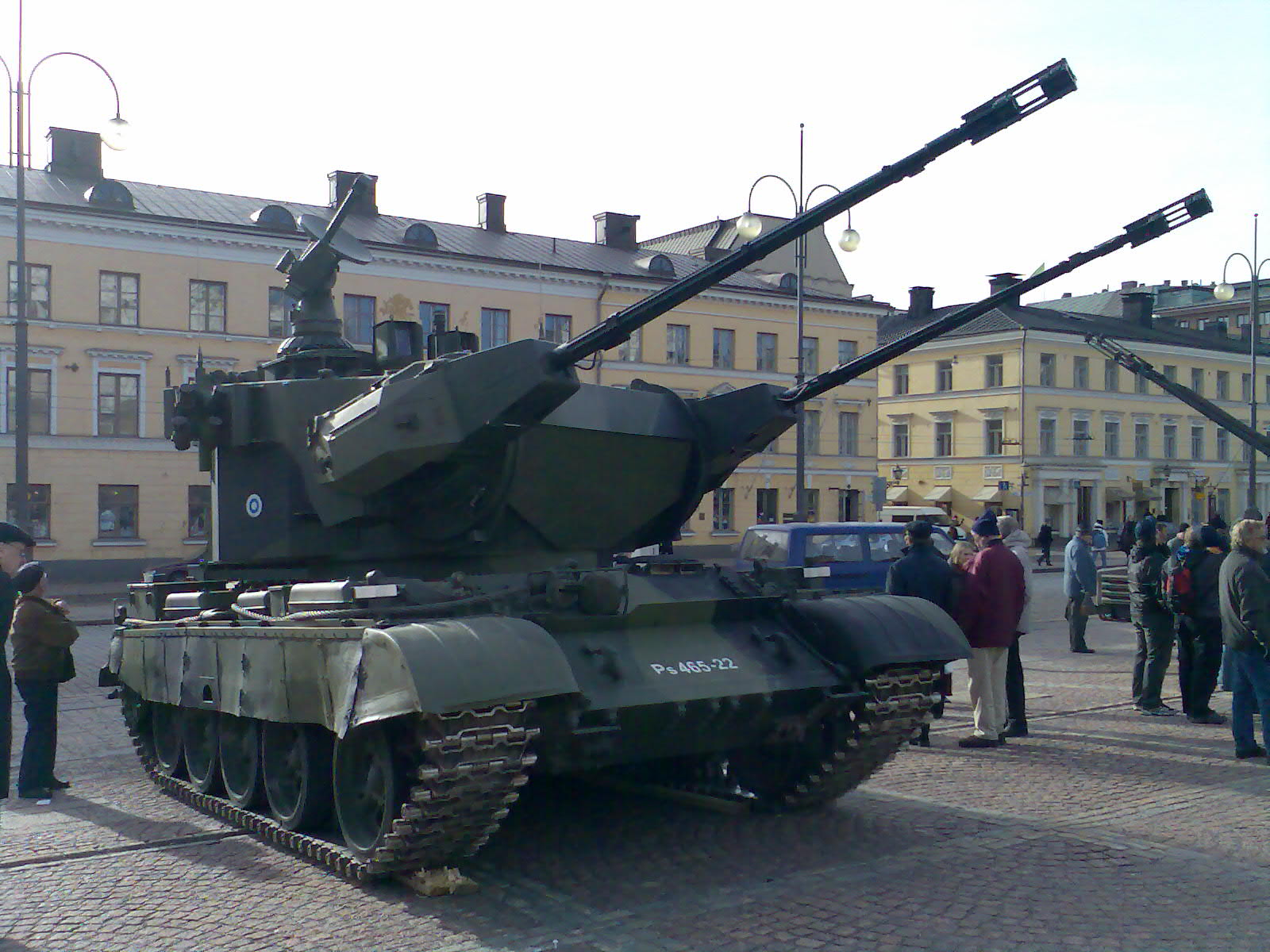
Věž Marksman na podvozku finského T-55AM

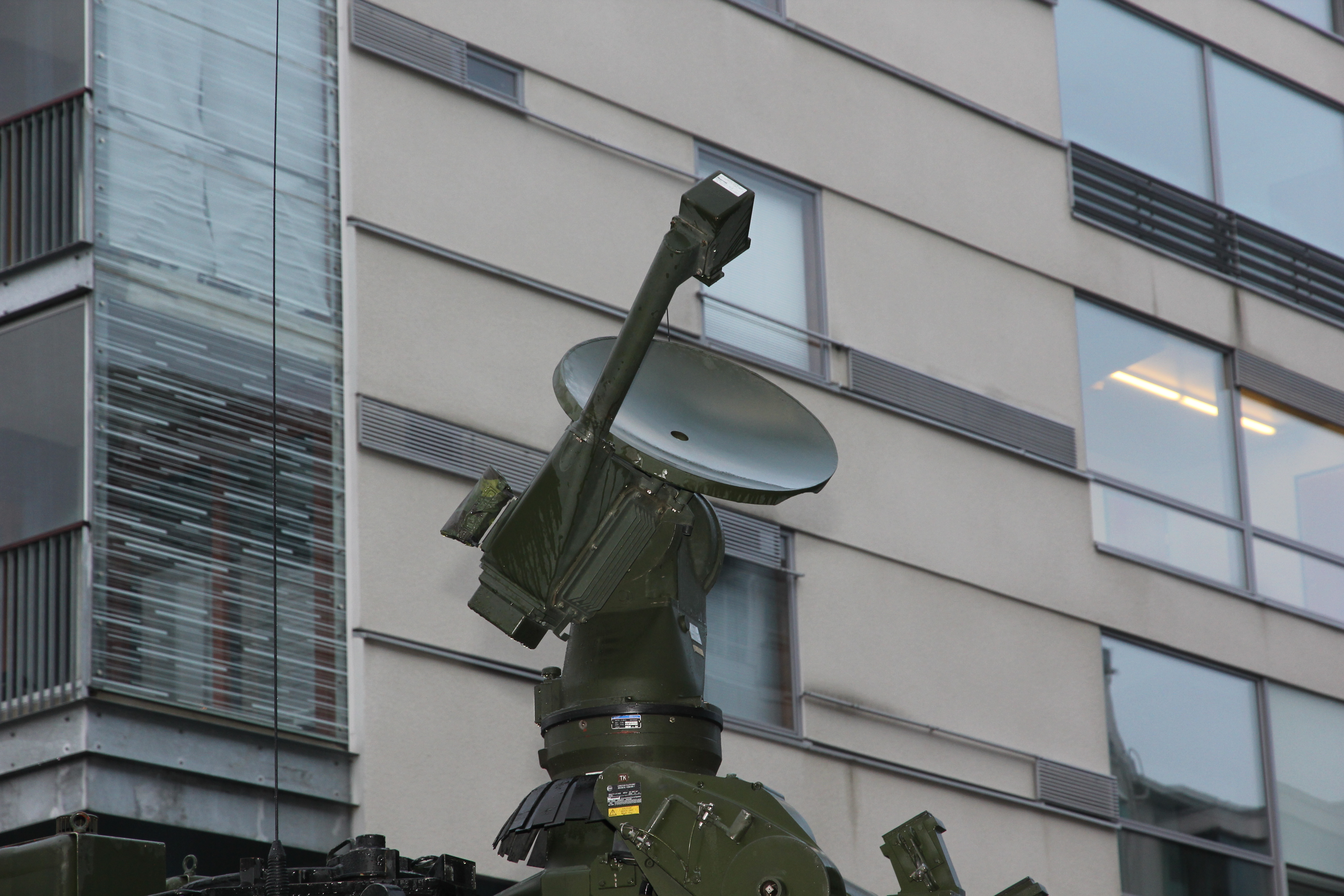
Detail radaru

Požadavky na podobu systému Marksman byly britskou pobočkou GEC Marconi se sídlem v Leicesteru sestaveny roku 1983. Cílem bylo zákazníkům nabídnout cenově přijatelný výkonný protiletadlový systém účinný proti bitevním letounům a bitevním vrtulníkům (sekundárně i proti pozemním cílům), umístitelný na podvozky nadbytečných starších tanků (popř. obrněných transportérů a bojových vozidel pěchoty), zároveň však disponující značnou palebnou silou a účinným zaměřovacím systémem vybaveným radarem. Dle propočtů měla být cena systému Marksman méně než poloviční oproti srovnatelně výkonnému německému kompletu Flakpanzer Gepard. Společnost odhadovala, že by mohla prodat až 900 systému, a proto se jej rozhodla vyvinout na vlastní náklady v rámci joint venture projektu se společnostmi Vickers Defence Systems (výroba věže), Oerlikon-Contraves (kanóny a munice) a Société de fabrication d'instruments de mesure (SFIM, gyroskopické plošiny).
První testovací prototyp věže byl vyroben v roce 1984. V následujícím roce byl dokončen druhý předváděcí prototyp, odpovídající výrobnímu provedení. Následně systém úspěšně prošel náročnými testy, včetně provozu v pouštních a arktických podmínkách. Vyzkoušena byla jeho instalace na podvozcích západních tanků Centurion, Chieftain, Challenger 1, Vickers Mk 3 a M48 Patton, ale i sovětského T-55 a čínského Typ 59.
Navzdory velké snaze výrobce byl prodej systému velmi neuspokojivý. Britská armáda o systém Marksman neprojevila zájem a zároveň došlo k zásadní proměně trhu, neboť konec studené války a zánik Sovětského svazu vedly ke škrtům v obranných rozpočtech mnoha zemí. Nepomohlo ani rozšíření použitelných podvozků o tanky M60 Patton, AMX-30, T-62, M1 Abrams, EE-T1 Osório a jihoafrickou samohybnou houfnici G6. Jediným uživatelem systému se tak stalo Finsko, které roku 1990 odebralo sedm věží Marksman a instalovalo je na podvozky v Polsku zakoupených tanků T-55AM. Vzniklý protiletadlový komplet ItPsv 90 (Ilmatorjuntapanssarivaunu 90) se ve službě doplňoval s protiletadlovými raketovými komplety ITO 90M, což jsou střely Crotale NG instalované na podvozcích obrněného transportéru Sisu XA-181. Systém ItPsv 90 byl ze služby vyřazen v roce 2010, avšak roku 2015 byly věže umístěny na podvozky modernějších tanků Leopard 2A4.

## Konstrukce

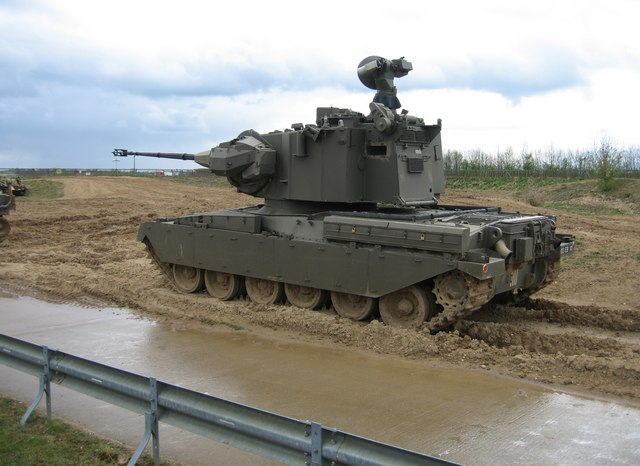
Věž Marksman zkušebně umístěná na podvozku britského tanku Chieftain

Věž Marksman byla koncipována jako plně autonomní jednotka, jejíž instalace na vybraný podvozek vyžaduje jen minimální úpravy (průměr otvoru pro věž lze upravit vložením přechodových prstenců) a může být provedena za pouhé dvě hodiny. Posádku věže tvoří dvě osoby (velitel a střelec). Věž je řešena jako velmi kompaktní – má průměr věnce 1,99 metru, výšku bez radaru 1,91 metru (2,7 metru s radarem) a hmotnost 11 tun. Pancéřování věže odolává zbraním do ráže 14,5 mm a střepinám 155mm nábojů. Věž je vyzbrojena dvojicí externě lafetovaných 35mm kanónů Oerlikon série KDA s pásovým podáváním munice (250 nábojů na hlaveň – z toho 230 tříštivo-trhavých a 20 průbojných). Kanóny mají kadenci 550 výstřelů za sekundu a dostřel 4 kilometry. K vyhledávání cílů a zaměřování slouží radar Marconi řady 400, pracující s pásmech X (vyhledávání cílů) a J (sledování cílů). Dosad radaru je 12 kilometrů při vyhledávání a 10 kilometrů při sledování. V radarovém režimu systém Marksman může pracovat autonomně a posádka pouze tlačítkem odpalu potvrzuje volbu cíle. Alternativně lze použít optický systém s laserovým dálkoměrem.